# Barra da Tijuca
Pour les articles homonymes, voir Tijuca.
 (novembre 2014).
Si vous disposez d'ouvrages ou d'articles de référence ou si vous connaissez des sites web de qualité traitant du thème abordé ici, merci de compléter l'article en donnant les références utiles à sa vérifiabilité et en les liant à la section « Notes et références ».
Barra da Tijuca (plus communément appelé Barra) est un quartier de la zone ouest de la ville de Rio de Janeiro au Brésil.

## Géographie
Le quartier Barra da Tijuca est né il y a environ 40 ans, au milieu de nulle part, au bord de plages immenses. La Barra possède 18 kilomètres de plage et 3 grands lacs, la lagoa de Marapendi, la lagoa de Jacarepaguá et la lagoa da Tijuca.

### Plages

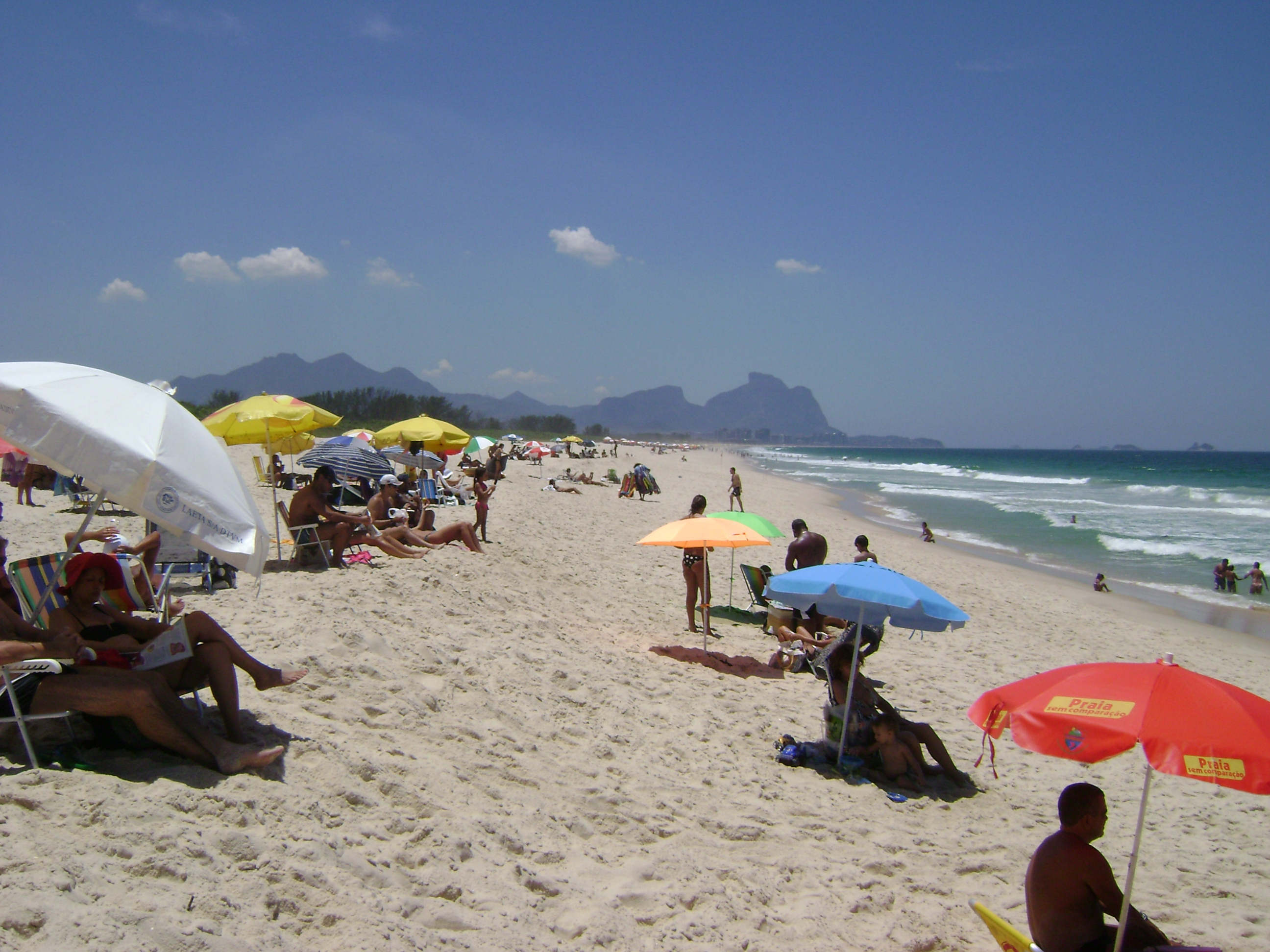
La plage

Avec une eau turquoise et des vagues puissantes, la plage de Barra, la plus grande de la ville, est l'une des plus recherchées par les pratiquants de surf, de planche à voile et de bodyboard[réf. nécessaire].
Les nombreux cafés, kiosques et restaurants renommés attirent sans cesse un nombre toujours plus élevé de visiteurs. Des immeubles imposants se disposent tout le long de la plage, et sont habités par des familles de classes aisées et moyennes.
Il s'agit d'une plage particulièrement attractive pour la pratique des sports nautiques, soit la pêche maritime, le kitesurf, le bodyboard, le windsurf et le stand up paddle. Il y a également une piste cyclable le long de la plage. D'autres activités sportives sont habituelles, comme le football de plage, le footvolley, le beach-volley, le slackline, la course, et le frescobol.
Il existe aussi la plage Praia da Reserva qui, avec plus de quatre kilomètres de sable blanc, est la plus grande aire protégée de cette région, assurant la conservation d'espèces permanentes et d'écosystèmes. La plage est également protégée des intérêts du secteur immobilier privé.
Chaque année se déroule au mois de mai le Rio Pro, seule étape brésilienne du championnat du monde de surf. La compétition a généralement lieu au niveau du poste de secourisme numéro 2 (appelé « postinho » par les cariocas).

## Démographie
Barra est un quartier relativement neuf, ayant un indice de développement humain moyen (IDH=0,942)[réf. nécessaire]. Le taux d'alphabétisation des adultes est de 99,38 %, le second plus élevé de Rio de Janeiro[réf. nécessaire].
Les données démographiques indiquent que la région a grandi de 44 %, soit de 124 000 nouveaux habitants, dans les années 1990. La plus forte augmentation a eu lieu durant la deuxième moitié de cette décennie, avec un taux relatif de 26 %, soit 45 700 nouveaux résidents.

## Urbanisme

### Moyens de transport
Le quartier possède quatre principales voies de communication :
- la Avenida das Americas (principale voie du quartier, qui continue jusqu'au Recreio dos Bandeirantes et qui s'étend sur 40 kilomètres);
- la Avenida Armando Lombardi (continuation de la Avenida das Americas);
- la Avenida Ayrton Senna (qui relie Barra au quartier de Jacarepaguá et à la Linha Amarela);
- et la Avenida Sernambetiba (qui suit tout le littoral).

La ligne de bus à haut niveau de service BRT Transcarioca relie le quartier à l'aéroport international, en traçant une diagonale vers le nord-est en direction de Ilha do Governador.
Le quartier est également desservi par la ligne 4 du métro de Rio de Janeiro, en provenance d'Ipanema. Il s'agit d'un projet réalisé en vue des Jeux olympiques d'été de 2016, dont les compétitions sportives étaient basées en grande partie dans la région de la Barra da Tijuca. Le terminus est la station Jardim Oceanico.

### Américanisation et controverse
Tandis que la ville de Rio de Janeiro, dans sa partie plus ancienne et aristocratique (centre, zone sud), possède une architecture plutôt basée sur le modèle européen, la Barra da Tijuca est fortement influencée par celle de l'Amérique du Nord, surtout l’architecture pratiquée dans les villes de Miami, Las Vegas et Los Angeles. La langue anglaise y est aussi fortement valorisée. Le quartier est remplis d'établissements comportant des mots anglais dans leurs noms (ex : Barra Business Center, Barra Prime Office, o Barra Space Center, etc.).
En dehors de l'architecture du quartier, d'autres indices démontrent la survalorisation de la culture et du mode de vie américain[réf. nécessaire] : la surconsommation, le culte aux voitures et autoroutes, la présence de nombreux shopping centers et grandes surfaces, de chaînes américaines de fast food, ainsi que des condominiums et des appartements luxueux dotés de grosses infrastructures de loisirs.

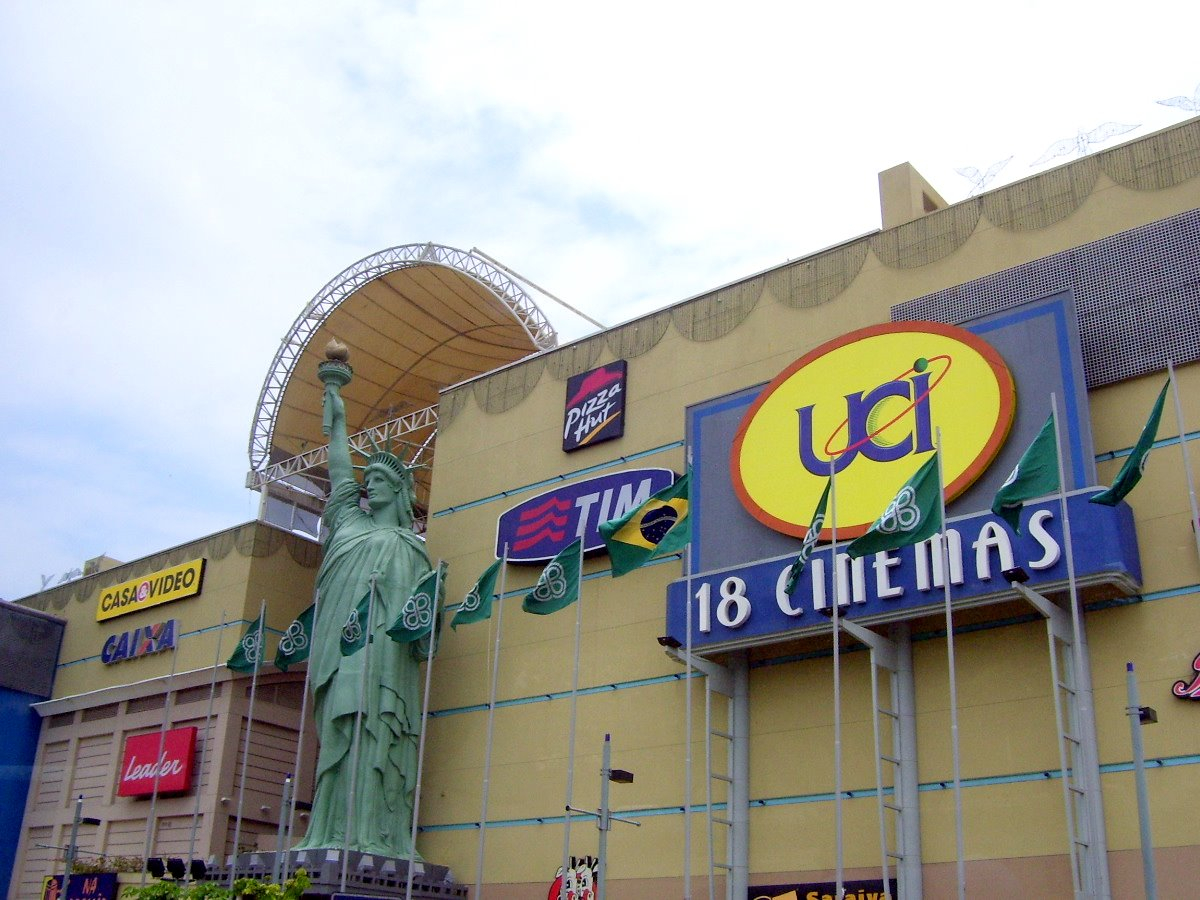
La façade du New York City Center, signe de l'américanisation du quartier.
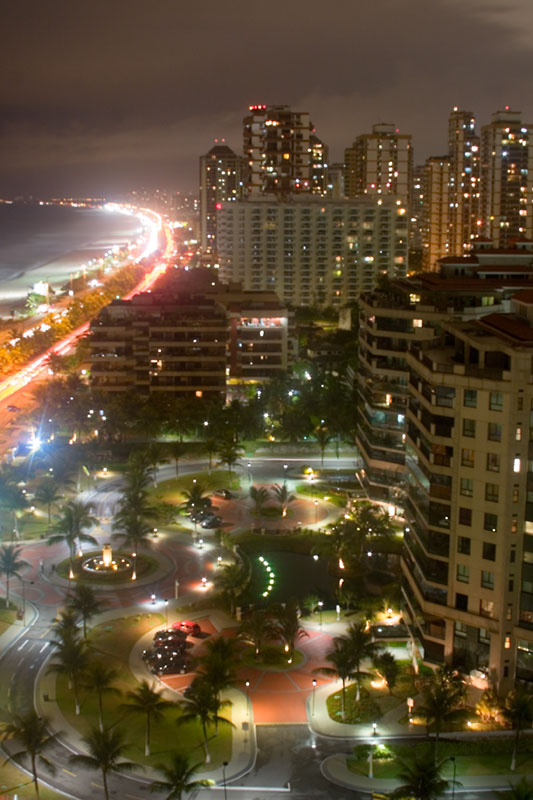
Vue nocturne du quartier, qui ressemble à ceux de Miami.
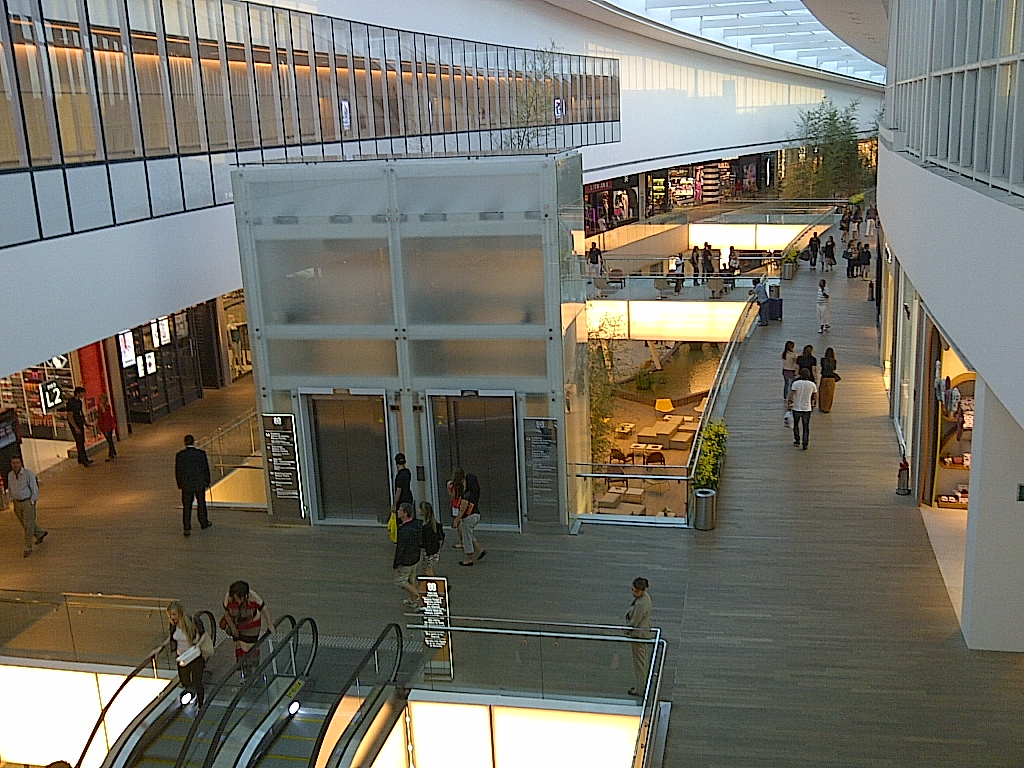
La consommation est devenue l'une des caractéristiques du quartier.

Pour ceux qui habitent dans les condominiums, il est possible de vivre une vie presque complète sans aller ailleurs. Les habitants d'autres parties de la ville, surtout ceux issus de la zone sud[réf. nécessaire], accusent souvent le quartier et ses habitants d'être trop isolés culturellement de la réalité socio-économique brésilienne. Ils critiquent leur façon de vivre et les considèrent comme des « émergents » avides de signes extérieurs de réussite sociale.

## Culture
Une salle de concert a été construite[Quand ?] à Barra : l'architecture de celle-ci est inspirée de la Cité de la musique, à Paris. En effet, c'est le même architecte, Christian de Portzamparc, qui est l'auteur du concept original « Cité de la Musique ».
|  |

## Criminalité
La croissance démesurée a entraîné une augmentation de la criminalité dans le quartier (notamment dans les transports en commun)[réf. nécessaire].